# Magister iuris
Der akademische Grad des Magister iuris (Mag. iur., Mag. jur., mag. jur. oder Mag. Jur.; lateinisch), zu deutsch „Lehrer“ oder „Meister des Rechts“, stellt eine Abschlussbezeichnung eines grundständigen juristischen Studiengangs mit neun- bis zehnsemestriger Regelstudienzeit dar. Teilweise werden auch in davon abweichender Bedeutung postgraduale Master-of-Laws-Programme unter dieser Bezeichnung geführt.

## Situation in Deutschland

### Allgemein
In der Bundesrepublik Deutschland wird der Grad von den juristischen Fakultäten der
Universität Düsseldorf, Universität Bonn, Universität Heidelberg, Universitäten Köln, Universität Bielefeld, Konstanz und seit November 2019 der WWU Münster (dort Master Iuris / M.Iur.) nach bestandenem ersten juristischen Staatsexamen bzw. von der juristischen Fakultät der Universität Hamburg nach bestandener Magister-Prüfung verliehen. An der Universität Mainz hingegen wird der Grad an Absolventen des grundständigen Rechtsvergleichungs-Studiengangs "Magister des deutschen und ausländischen Rechts" verliehen.
Die juristischen Fakultäten einiger anderer deutscher Universitäten vergeben nach bestandenem 1. juristischen Staatsexamen den Grad des Diplom-Juristen oder des Juristen (Univ.). Weitere juristische Fakultäten in Deutschland verleihen ihren Absolventen trotz erfolgreich abgelegter 1. Staatsprüfung weiterhin keinen Hochschulgrad. Nach einem Urteil des Bundesverwaltungsgerichts aus dem Jahre 2002 besteht hierzu auch keine Verpflichtung der Hochschulen. Die Vorinstanz, das Oberverwaltungsgericht des Saarlandes, war noch der gegenteiligen Ansicht gewesen.
Der Grund für die Einführung dieses Hochschulgrades ist in der früher (und an einigen juristischen Fakultäten auch noch heute) bestehenden Benachteiligung von Absolventen von juristischen Studiengängen deutscher Universitäten zu sehen, die sich aus dem Vergleich zu den Absolventen entsprechender Studiengänge an Fachhochschulen und an Universitäten außerhalb Deutschlands ergibt, welche bei erfolgreichem Abschluss stets mit der Verleihung eines akademischen Grades beendet werden.
Zu beachten ist in diesem Zusammenhang, dass die neu geschaffenen akademischen Grade auch dort, wo sie verliehen werden, nicht den Zugang zu den reglementierten juristischen Berufen (z. B. Rechtsanwalt, Notar, Jurist im Staatsdienst) ermöglichen und dass Juristen mit oder ohne Hochschulgrad daher ohne Absolvierung des Referendardienstes (Dauer zwei Jahre) und ohne anschließendes Bestehen der 2. juristischen Staatsprüfung in ihren beruflichen Möglichkeiten nach wie vor eingeschränkt bleiben. Vielmehr sind die Studienabschlüsse als Antwort auf eine veränderte Arbeitswirklichkeit zu verstehen. Sie ermöglichen den Einstieg in Wirtschaft und Verwaltung. Zudem entsprechen sie den Anforderungen des Arbeitsmarktes nach kurzen Studiendauern.
Der Magisterabschluss der Universität Hamburg war als eigenständiger Studienabschluss als Alternative zum Staatsexamen konzipiert und konnte innerhalb des grundständigen juristischen Studiums erworben werden. Diese neue Form des juristischen Studiums war als Antwort auf die Entwicklung des Bologna-Prozesses erstellt worden. Der Magister konnte über ein 2-semestriges Aufbaustudium mit Spezialisierung, verbunden mit der Erstellung einer Hausarbeit auf Staatsexamensniveau, der vorherigen Anfertigung einer Seminararbeit und mündlicher Prüfung und nach vorheriger Erlangung des akademischen Grades „Baccalaureus Juris“, erworben werden. Der Baccalaureus Juris wurde nach Absolvierung des grundständigen rechtswissenschaftlichen Studiums und Anfertigung einer Baccalaureus-Arbeit vergeben. Der Magister berechtigt zudem zur Promotion an der Rechtswissenschaftlichen Fakultät der Universität Hamburg. Die Prüfungsordnung wurde allerdings zum Sommersemester 2009 abgeändert, so dass zukünftig der Grad des „Mag. jur.“ nicht mehr verliehen wird. Letzter Durchgang zum Erwerb des Abschlusses war im Sommersemester 2014 / 2015.
Unabhängig von dem Magister Juris wurden später  LL.M. Abschlüsse angeboten. Diese kann man nach dem vorherigen Erwerb eines LL.B. in einem rechtswissenschaftlichen Studium belegen. Das LL.B.-Programm der Universität Hamburg wurde nunmehr eingestellt. Diese Abschlüsse wurden mit dem Schwerpunkt „Finanzen und Versicherung“ oder „Arbeits und Sozialmanagement“ angeboten. Im Gegensatz zu den vorherigen Magister-Abschlüssen sind die Master-Abschlüsse mit Kosten von rund 14.000 Euro verbunden.

### Ausnahme: Johannes Gutenberg-Universität Mainz
Studenten der Rechtswissenschaften an der juristischen Fakultät der Universität Mainz haben seit 1994 die Möglichkeit, neben oder alternativ zu ihrem Staatsexamen den akademischen Grad des „Magister des deutschen und ausländischen Rechts“ (Magister iuris) zu erwerben.
Der als eigenständiges Studium konzipierte Magister-Studiengang umfasst acht Semester, von denen sechs an der Uni Mainz und zwei im Ausland zu verbringen sind. Die Anforderungen im Inlandsstudium sind dabei identisch mit den Anforderungen an die Kandidaten für die erste juristische Prüfung (früher erstes Staatsexamen). Das Auslandsstudium kann an einer Vielzahl von Partneruniversitäten der juristischen Fakultät verbracht werden. An der ausländischen Universität sind 40 ECTS-Punkte zu erwerben, wobei vorausgesetzt wird, dass der deutsche Student die regulären Prüfungen der Gastuniversität ablegt. Das Auslandsstudium wird durch zusätzliche Kurse an der Universität Mainz vorbereitet und durch ein Betreuungsprogramm begleitet. Der Magisterstudiengang schließt mit einer rechtsvergleichenden Magisterarbeit, welche zweisprachig zu erstellen ist, und einer mündlichen Prüfung ab. Soweit beide Abschlüsse angestrebt werden, kann die Magisterprüfung wahlweise vor oder nach der ersten juristischen Prüfung abgelegt werden.
Der Magister iuris ist dabei unabhängig von der 1. Juristischen Prüfung. Folglich kann, falls diese Prüfung denn erfolgreich abgelegt wird, zusätzlich zum Grad des Magister iuris auch der universitäre Titel des Diplom-Juristen verliehen werden. Mithin ist der Magister-Studiengang der Universität Mainz originär als ein Doppelstudiengang konzipiert, auch wenn die Ablegung der ersten juristischen Prüfung nicht obligatorisch ist.
Der Magister iuris der Johannes Gutenberg-Universität Mainz befähigt den Studenten im Übrigen nicht zum juristischen Vorbereitungsdienst (Rechtsreferendariat). Somit bleiben dem Absolventen die „klassischen“ juristischen Berufe versperrt. Allerdings kann der Magister iuris eine Alternative für Studenten darstellen, welche lediglich einen akademischen Abschluss mit Rechtskenntnissen anstreben, wenn vorhersehbar ist, dass sie nicht beabsichtigen, als Richter, Staatsanwalt, Anwalt oder im höheren Verwaltungsdienst, soweit hier die Befähigung zum Richteramt vorausgesetzt wird, tätig zu sein. Insbesondere erwirbt der Student mit dem Abschluss Magister iuris die grundsätzliche Promotionsberechtigung, womit dieser bei einer rein akademischen Karriere eine Alternative zum Staatsexamen darstellen kann.

## Situation in Österreich
In Österreich bildet die Verleihung des akademischen Grades des Magister iuris (Magistra iuris, abgekürzt Mag.iur.) den Abschluss des vierjährigen Diplomstudiums der Rechtswissenschaften, welches derzeit an den Universitäten Wien, Graz, Linz, Innsbruck und Salzburg angeboten wird. Ein (wirtschafts-)juristisches Bachelorstudium mit konsekutivem Masterstudium, welche mit dem akademischen Grad Bachelor of Laws („LL.B.“) bzw. Master of Laws („LL.M.“) abgeschlossen werden, werden derzeit an der Wirtschaftsuniversität Wien, an der Johannes Kepler Universität Linz, an der Karl-Franzens Universität Graz sowie an der Leopold-Franzens Universität Innsbruck angeboten.

## Situation in englischsprachigen Ländern
An einigen englischsprachigen Universitäten, etwa der University of Oxford oder der University of Malta, ist „Magister Juris“ die Bezeichnung für einen dem LL.M. anderer Hochschulen vergleichbaren postgradualen rechtswissenschaftlichen Studiengang, der zur Zulassung einen grundständigen Abschluss voraussetzt.

## Situation in Frankreich
Der Titel Magister iuris wird in Frankreich nur unter seiner französischen Übersetzung verwendet: das juristische Universitätsstudium in Frankreich schließt nach vier Jahren mit dem „Master 1“ bzw. als Titel dem „Master en droit“ ab (vor der Bolognareform „Maîtrise en droit“ bzw. als Titel „Maître en droit“). Zwar berechtigt schon der „Master 1“ zur Teilnahme an einer Zulassungsprüfung zur Anwaltsschule (École de formation de barreau - EFB). Es ist unter französischen Jurastudenten aber üblich, anschließend noch einen „Master 2“ (vor der Bolognareform: „DESS“) zu absolvieren, womit sich das Studium auf insgesamt fünf Jahre verlängert.
Als Abschluss des universitären Teils der Juristenausbildung und dem Erlangen der Befähigung zum Besuch einer Anwaltsschule sind der „Master 1“ und der „Master 2“ mit dem  1. Staatsexamen in Deutschland und dem US-amerikanischen Juris Doctor (J.D.) vergleichbar.